# Владислав Опоровський
Владислав Опоровський з Опорува гербу Сулима (нар. бл. 1395, Опорув — пом. 11 березня 1453, Опорув) — польський римо-католицький і державний діяч, архієпископ Ґнєзненський і примас Польщі (1449—1453), Куявсько-поморський єпископ (1434—1449), підканцлер коронний (1428—1434).

## Життєпис
Владислав був представником польського шляхетського роду Опоровських гербу Сулима. Він був другим сином воєводи ленчицького Миколая з Опорува (бл. 1365—1425) і його дружини Кристини зі Служева гербу Помян. Мав 5 братів — Яна з Ґослюба, Стефана з Ходува і Опорува, Богуслава, Миколая, Пйотра з Опорува і сестру Барбару.
Освіту здобувати розпочав 1413 року в університеті Відня, 1415 року отримав ступінь бакалавра гуманітарних наук. Продовжив навчання у Падуанському університеті, де 1420 року отримав ступінь доктора. Професор факультету права і ректор Краківського університету (1426–1427).

### Політична кар'єра
Владислав Опоровський з 1427 року працював секретарем у королівській канцелярії Владислава II Ягайла, з часом зайняв посаду підканцлера Королівства Польського (1428—1434). Він був одним із найважливіших співробітників короля у зовнішній політиці. Разом із Миколаєм Кічкою брав участь 1422 року в римському процесі між Польщею та Тевтонським орденом. У цей період він зірвав королівську коронацію Вітовта (1430), був присутнім при видачі королем Єдлінського привілею 1430 року. 31 грудня 1435 року підписав Брестський мир.
Він був учасником конфедерації Збіґнєва Олесніцького 1438 року. Брав участь у коронаціях Владислава III Варненчика, Казимира IV Ягеллончика (1447), був довіреним радником останнього.

### Церковна кар'єра
Владислав Опоровський посідав різні церковні бенефіції та уряди: канонік ґнєзненський і познанський (1420), схоластик влоцлавський, офіціал і вікарій генеральний у Ґнєзно, настоятель костелу в Сьремі (1427), канонік краківський (1428), настоятель костелу св. Флоріана за мурами Кракова і канонік крушвицький (1429), настоятель костелу ленчицького (1430), декан краківський (1433). Найважливішими з них були посади єпископа куявсько-поморського (1434—1449) й архієпископа Ґнєзненського (1449—1453). Як архієпископ Ґнєзненський і примас Польщі він 4 роки керував польською римо-католицькою церквою.
Він був фундатором костелу та кляштору паулінів, готичного замку в Опоруві біля Кутного, де й помер 11 березня 1453 року